# 东诚镇
东诚镇，是中华人民共和国黑龙江省鸡西市虎林市下辖的一个乡镇级行政单位。

## 行政区划
东诚镇下辖以下地区：
复兴村、永丰村、清河村、新风村、东风村、和平村、山林村、仁爱村、忠信村和忠诚村。